# (4473) Sears
(4473) Sears est un astéroïde de la ceinture principale.

## Description
(4473) Sears est un astéroïde de la ceinture principale. Il fut découvert le 28 février 1981 à Siding Spring par Schelte J. Bus. Il présente une orbite caractérisée par un demi-grand axe de 3,02 UA, une excentricité de 0,03 et une inclinaison de 8,8° par rapport à l'écliptique.

## Compléments